# ماتياس ماير (لاعب كرة قدم)
هنري ماتياس ماير كودينا (بالإسبانية: Henry Matías Mier Codina)‏ المعروف باسم ماتياس ماير (ولد في 2 أغسطس 1990) هو لاعب كرة قدم من الأوروغواي يلعب حالياً في صفوف جونيو دي بارانكويلا الكولومبي في مركز الوسط الأيسر.

## المسيرة الرياضية

### بنيارول
في 3 يونيو 2011 سجل هدفاً حاسماً من مسافة بعيدة في مباراة نصف نهائي كأس ليبرتادوريس ضد فيليز سارسفيلد من الأرجنتين على الرغم من هزيمة بنيارول في تلك الليلة 2-1 ولكنهم تأهلوا إلى المباراة النهائية بفضل قاعدة الأهداف خارج الأرض حيث انتهت مباراتي الذهاب والإياب بالتعادل الإيجابي 2-2 بعد أن فاز في مباراة الذهاب 1-0 في أوروغواي قبل أسبوع. كما ساعد ناديه بنيارول في الوصول إلى نهائي كأس ليبرتادوريس 2011 حيث خسر 2-1 من سانتوس من البرازيل.
في 18 يوليو 2011 أفيد بأن ماير سينضم إلى راسينغ في دوري الدرجة الأولى الأرجنتيني للموسم القادم لأن مدربه دييغو سيميوني مهتم به بشدة بعد المطالبات المالية العالية من ماريانو غونزاليز ووكيله.

### أونيفرسيداد كاتوليكا
في 20 يوليو 2011 انضم ماير إلى أونيفرسيداد كاتوليكا التشيلي في الدرجة الممتازة حيث وقع عقدًا مع النادي لمدة ثلاث سنوات والذي سيبقيه في سان كارلوس حتى عام 2014. في 22 يوليو تم تقديمه رسميا في ناديه الجديد خلال مؤتمر صحفي. بدأ أول مباراة له ضد ديبورتيس إيكيكي وكان هدفه الأول في 13 أغسطس في المباراة التي انتهت بالفوز 4-0 على يوناي لا كاليرا.

### معيذر
في 12 يونيو 2016 انضم ماير إلى معيذر القطري.

## الإنجازات

### الأندية
- أونيفرسيداد كاتوليكا
  - كأس تشيلي (1): 2011
- جونيو دي بارانكويلا
  - كأس كولومبيا (1): 2017